# Futbola Klubs Auda
Il Futbola Klubs Auda, più comunemente noto come Auda Rīga oppure Auda, è una società calcistica lettone. Pur essendo originaria di Riga, la sua attuale sede è nella vicina città di Ķekava. Milita in Virslīga, la massima serie del campionato lettone di calcio.

## Storia
Il club fu fondato nel 1969 col nome di 9.Maijs Rigas Rajons (in lettone Distretto di Riga 9 maggio) ed era la squadra del quartiere di Vecmīlgrāvis; partecipò a due campionati regionali sovietici nel 1986 e nel 1987, finendo ultimo e retrocedendo nella seconda stagione.
Nel 1991 fu rinominato FK Auda Rīga. Con l'indipendenza dalla Lettonia nel 1992 il club, iscritto in 1. Līga, cambiò nome in RFK Rīga, mantenuto per tre stagioni prima di tornare al precedente nome di FK Auda Rīga alla fine del 1994, quando la squadra discese in 2. Līga. Dopo tre anni di permanenza in questa categoria vinse il campionato nel 1997, tornando in 1. Līga.
Nel 2001, al quarto anno nella seconda divisione lettone, vinse nuovamente il campionato, guadagnandosi l'accesso in Virslīga. Qui disputò tre anni senza mai brillare: nel primo anno finì ultimo, evitando la retrocessione grazie al ripescaggio dovuto al fallimento del PFK Daugava. L'anno dopo si salvò col penultimo posto in campionato, tre punti sopra l'ultima, mentre nel 2004 finì di nuovo ultima, retrocedendo.
Da allora, trasferitosi da Riga a Ķekava nel 2005, l'Auda ha militato ininterrottamente in 1. Līga, conseguendo due terzi posti nel 2007 e nel 2016.
Nella 1. Līga 2020 si classifica al secondo posto dietro al Lokomotiv Daugavpils, piazzamento che avrebbe significato lo spareggio contro la penultima della Virslīga, il Metta/LU; tuttavia, a causa delle restrizioni per la pandemia di COVID-19, questo non viene disputato ed entrambe le squadre rimangono nelle rispettive categorie.
Nel 2021 disputa ancora la 1. Līga, che viene interrotta a ottobre quando l'Auda si trova al primo posto. Con la conclusione anticipata del campionato, viene sancita la promozione delle prime tre classificate. L'Auda torna dunque in Virslīga dopo diciassette anni.
In Virslīga 2022 si classifica al quinto posto. Conquista il suo primo trofeo con la vittoria della Coppa di Lettonia, per 1-0 sul RFS Riga, che porta all'Auda anche una storica qualificazione in Europa.

## Palmarès

### Competizioni nazionali
- Coppa di Lettonia: 1

2022
- 1. Līga: 2

2001, 2021
- 2. Līga: 1

1997

## Statistiche e record

### Partecipazioni ai campionati
| Livello | Categoria | Partecipazioni | Debutto | Ultima stagione | Totale |
| ------- | --------- | -------------- | ------- | --------------- | ------ |
| 1º      | Virslīga  | 7              | 2002    | 2025            | 7      |
| 2º      | 1. Līga   | 24             | 1992    | 2021            | 24     |
| 3º      | 2. Līga   | 3              | 1995    | 1997            | 3      |

### Statistiche nelle competizioni UEFA
Tabella aggiornata alla fine della stagione 2025-2026.
| Competizione           | Partecipazioni | G  | V | N | P | RF | RS |
| ---------------------- | -------------- | -- | - | - | - | -- | -- |
| UEFA Conference League | 3              | 10 | 5 | 3 | 2 | 13 | 11 |